# Jim Elliot
Philip James "Jim" Elliot (8. října 1927 Portland – 8. ledna 1956) byl evangelikál, který byl jedním z pěti misionářů zabitých během Operace Acua, pokusu evangelizovat kmen Huaorani v Ekvádoru.

## Mládí
Elliot se narodil v Portlandu v Oregonu, Fredovi a Claře Elliotovým. Fred byl skotského původu, jeho prarodiče byli první z jeho rodiny, kteří se usídlili v Severní Americe. Clařini rodiče se přestěhovali na přelomu 20. století ze Švýcarska do východního Washingtonu, kde spravovali rozlehlý ranč. Potkali se v Portlandu, kde Clara studovala na chiropraktika a Fred, který byl odhodlaně zapojen do křesťanské služby, zde pracoval jako cestující kazatel se sborem Plymouth Brethren. Po dvou letech dopisování se vzali. Robert, jejich první syn, se narodil v roce 1921, když žili v Seattlu. Po Robertovi se narodil Herbert, Jim a Jane. Tři poslední děti se narodily až po tom co se rodina přestěhovala do Portlandu. Elliotovi se pevně drželi křesťanské víry a i podle toho vychovali své děti. Brávali je do kostela a pravidelně probírali Bibli. Elliot (Jim) vyznal víru v Ježíše, když mu bylo šest let. U Elliotů doma byla očekávána maximální míra poslušnosti a upřímnosti. Elliotovi povzbuzovali své děti k dobrodružnosti a k tomu, aby "žili pro Krista".
V roce 1941 Elliot nastoupil na střední školu Benson Polytechnic, studoval architektonické kreslení. Zde se podílel na mnoha aktivitách, včetně školních novin, zápasnický tým, školních hrách a veřejného diskuzního klubu. Jeho herecké schopnosti vedly některé učitele ve škole k doporučení, že by měl zvolit herectví jako svou kariéru, a jeho rétorické dovednosti byly podobně uznávány, po přípravě a přednesu projevu na počest prezidenta Franklina D. Roosevelta několik hodin po jeho smrti, byl členy fakulty příznačně oceněn.
Elliot používal své řečnické schopnosti pravidelně. Spolužák vzpomínal, jak Elliot citoval Bibli prezidentu studentstva jako vysvětlení jeho odmítnutí zúčastnit se školního večírku. Jindy Elliot riskoval vyloučení z diskuzního klubu tím, že odmítl přednést politický projev, věříce, že křesťané by se neměli zapojovat do politiky. Jako pacifista, odmítl myšlenku použití síly k potlačení otroctví v Africe, a byl připraven čelit povolání do druhé světové války pod speciální výjimkou jako "conscientious objector" (oponent podle svědomí).

## Po střední škole
V roce 1945 Jim Elliot vstoupil na Wheaton College, soukromou křesťanskou školu v Illinois. Věříce v hodnoty fyzické kondice a disciplíny, se připojil k zápasnickému týmu, a to během jeho prvního roku. Následující rok odmítl pozici zaměstnance v rámci vysoké školy, která by mu zajistila rok výuky zdarma, ale také významný časový závazek práce, kterou považoval za "hloupou odpovědnost". Nebyl ani zcela přesvědčen o hodnotě svého studia, s ohledem na předměty, jako jsou filozofie, politika a antropologie a označil je jako rozptýlení pro člověka, který se pokouší následovat Boha. Po pololetí relativně špatných známek napsal svým rodičům, že je nezpochybnitelné, považovat studium Bible za mnohem důležitější.
Elliotův zájem o misii se velice zpevnil během jeho let na Wheatonu. Brzy následoval vzor jiných "misí důvěry" tím, že se nesnaží být financovány určitou denominací, ale jednotlivci, kteří přislíbí svou finanční podporu. Elliot se aktivně zabýval misií a zapojením Ducha Svatého při této práci. Během léta 1947, po jeho druhém ročníku na vysoké škole, se on a jeho kamarád Ron Harris zúčastnili misie v Mexiku. Zůstal tam po dobu šesti týdnů. Pomáhal a učil se od místní misijní rodiny. Na konci následujícího roku, se zúčastnil Mezinárodní Studentské Misijní Konvence (ISMC). Tam se setkal s misionáři z Brazílie, a toto setkání ho vedlo k hlubšímu přesvědčení, že jeho povolání je k práci s domorodci Jižní Americe.
Na začátku Elliotova třetího roku na Wheatonu, se rozhodl věnovat hlavně řečtině, věřil, že mu to pomůže v jeho osobním studiu Bible a usnadní překládat Písmo do jazyka lidí nezasažených misionáři. I když věřil, že romantické vztahy často svádí člověka od života vedeného Boží vůli, začal se Elliot zajímat o jednu svojí spolužačku jménem Elisabeth Howard, která byla shodou okolností sestrou jeho spolu bydlícího. Využil příležitosti, aby se s ní a její rodinu lépe poznal. Shodli se na tom, že se navzájem přitahují, ale že nejsou přesvědčeni o Boží vůli, takže hned nevkročili do vztahu.

## Odjezd do Ekvádoru
Mezitím se ve středisku Wycliffe Elliot učil potřebné znalosti pro psaní jazyka, nejprve spolupracoval s bývalým misionářem, který sloužil kmenu Quechua. Tento misionář mu řekl o kmenu Huaorani - nazývaná také "Auca", to je v jazyce Quichua slovo pro "divocha" - tento kmen ekvádorských domorodých lidí je považován za násilné a nebezpečné pro cizince. Elliot si stále nebyl jist, zda jít do Ekvádoru nebo Indie a to až do července. Jeho rodiče a přátelé navrhovali, aby byl místo toho efektivnější v práci s mládeží ve Spojených státech. Když však zhodnotil situaci v US jako "well-fed" (dobře krmený), nabyl pocitu, že mezinárodní mise by měla mít přednost.
Po dokončení svých lingvistických studií, si Elliot požádal o pas a začal se svým přítelem Billem Cathersem dávat dohromady plány na odjezd do Ekvádoru. Nicméně o dva měsíce později ho Cathers informoval, že má v plánu se oženit, takže je pro něho nemožné, aby Elliota doprovázel, jak měl v plánu. Místo toho Elliot strávil zimu a na jaro roku 1951 v práci se svým přítelem Edem McCully ve městě Chester v Illinois. Dělali rozhlasové vysílání, kázání ve věznicích, evangelizační shromáždění a vyučovali v nedělní škole.
McCully se oženil později to léto a nabádal Elliota, aby se poohlédl po jiném svobodném kolegovi, který by s ním mohl začít pracovat v Ekvádoru. Tím mužem se stal Pete Fleming, absolvent University ve Washingtonu s titulem ve filozofii. Hodně si dopisoval s Elliotem a v září byl přesvědčen svém povolání do Ekvádoru. Do té doby Elliot navštívil přátele na východním pobřeží, včetně Elisabeth. Ve svém deníku vyjádřil touhu si Elizabeth vzít, ale zároveň se cítil být povolán do Ekvádoru bez ní. V listopadu se Elliot vrátil do Portlandu a začal s přípravami na opuštění země.

## V Ekvádoru
Elliot a Fleming přijeli do Ekvádoru 21. února 1952 a měli v plánu evangelizaci Ekvádorského indiánského kmene Quechua. Zprvu zůstali ve městě Quito, a pak se přesunuli do džungle. Ubytovali se na misijní stanici v Shandia. 8. října 1953, si Elliot vzal spolužačku z Wheatonu, absolventku a misijní pracovnici Elisabeth Howard. Svatba byla jednoduchá. Civilní obřad se konal ve městě Quito a Ed s Marilou McCully šli za svědky. Novomanželé odjeli na krátké líbánky do Panamy a Kostariky, pak se vrátil do Ekvádoru. Jejich jediné dítě, Valerie, se narodila 27. února 1955. Během práci s Quechua indiány, Elliot začal připravovat plán na cestu k nebezpečnému kmeni Huaorani.
Elliot a další čtyři misionáři - Ed McCully, Roger Youderian, Pete Fleming plus jejich pilot Nate Saint - navázali kontakt z letadla s kmenem Huaorani pomocí reproduktoru a koše plného dárků. Po několika měsících, se misionáři rozhodli vybudovat základnu kousek od indiánské vesnice, na břehu řeky Curaray. Tam byli osloveni jednou malou skupinou z kmene Huaorani a dokonce svezli letadlem jednoho zvláštního muže z kmene Huaorani, kterého nazývali "George" (jeho skutečné jméno bylo Naenkiwi). Povzbuzeni těmito přátelskými setkáními, začaly plány na návštěvu Huaorani, aniž by věděli, že Naenkiwi lhal ostatním o záměrech misionářů. 8. ledna 1956 byly plány misionářů překaženy příchodem větší skupiny asi 10 bojovníků kmene Huaorani, kteří zabili Elliota a jeho čtyři společníky. Elliotovo tělo bylo nalezeno kousek po proudu, spolu s těly ostatních mužů, kromě těla Eda McCully, který byl nalezen ještě dál po proudu.
Elliotův zápis v deníku z 28. října 1949, vyjadřuje jeho přesvědčení, že práce určená Ježíši byla důležitější než jeho život (viz Lukáš 9:24 v Bibli). "Hlupák není, ten kdo dává to, co si nemůže udržet, aby získal to, co nemůže ztratit." Tento citát, je často přičítán Elliotovi, ale zřejmě to je má svůj původ u anglického kazatele Philipa Henryho (1631-1696), který řekl: "Není to žádný hlupák, ten který rozděluje to co nemůže udržet, když si je jistý, že bude odměněn tím co nemůže ztratit."

## Elliotův odkaz
Časopis Life publikoval deseti stránkový článek o Elliotovu poslání a smrti jeho přátel. Elizabeth Elliotová se po smrti svého manžela s dalšími misionáři pustila do práce mezi indiány z kmene Huaorani, kde pokračovali evangelizační práci. Později publikovala dvě knihy, Shadow of Almighty: The Life and testament of Jim Elliot (Stín Všemohoucího: Život a odkaz Jima Elliota) a druhou knihu: Branami Krásy (Trough Gates of Splendor), které popisují život a smrt jejího manžela. V roce 1991 vznikla křesťanská škola Jima Elliota v Denveru, Colorado. V roce 1997 vznikla křesťanská střední škola Jima Elliota v Lodi, Kalifornie.
V roce 2002 byl uveden dokumentární film založený na příběhu Jima Elliota s názvem Za branami krásy. V roce 2003 byl uveden muzikál založený na příběhu Jima a Elisabeth Elliotových s názvem Láska především. Byl představen ve Victoria Concert Hall v Singapuru, v provedení skupiny Mount Carmel Bible-Presbyterian Church. Tento muzikál byl představen podruhé v roce 2007 na NUS Universitě. V roce 2006 byl uveden divadelní film s názvem End of the Spear (Konec oštěpu), založený na příběhu pilota jménem Nate Saint a na zpáteční cestu jeho syna pokoušejícího se dostat k domorodcům z Ekvádoru.